# Philhygra junii
Philhygra junii är en skalbaggsart som beskrevs av Lohse in Lohse, Klimaszewski och Ales Smetana 1990. Philhygra junii ingår i släktet Philhygra och familjen kortvingar. Inga underarter finns listade i Catalogue of Life.